# ادوين بلوم
ادوين بلوم (بالإنجليزية: Edwin Blum)‏ (و. 1906 – 1995 م) هو كاتب سيناريو، من الولايات المتحدة الأمريكية، ولد في اتلانتيك سيتي، توفي في سانتا مونيكا، كاليفورنيا، عن عمر يناهز 89 عاماً.

## وصلات خارجية
- ادوين بلوم على موقع IMDb (الإنجليزية)
- ادوين بلوم على موقع ألو سيني (الفرنسية)
- ادوين بلوم على موقع أول موفي (الإنجليزية)
- ادوين بلوم على موقع قاعدة بيانات برودواي على الإنترنت (الإنجليزية)
- ادوين بلوم على موقع قاعدة بيانات برودواي على الإنترنت (الإنجليزية)
- ادوين بلوم على موقع قاعدة بيانات الأفلام السويدية (السويدية)
- ادوين بلوم على موقع قاعدة بيانات الفيلم (الإنجليزية)
- ادوين بلوم على موقع كينوبويسك (الروسية)